# SIOD
 (décembre 2022).
Si vous disposez d'ouvrages ou d'articles de référence ou si vous connaissez des sites web de qualité traitant du thème abordé ici, merci de compléter l'article en donnant les références utiles à sa vérifiabilité et en les liant à la section « Notes et références ».
SIOD, acronyme de Scheme In One Defun, est un langage de programmation dérivé de Scheme utilisé par le logiciel de retouche d'image GIMP pour scripter (appelé script-fu) certaines manipulations d'image. Il a été écrit par le professeur George J. Carrette de l'université de Boston à la fin des années 80.
Il a été remplacé dans GIMP par TinyScheme à partir de sa version 2.4 (1998).

## Caractéristiques
Les fonctionnalités SIOD incluent :
- Implémente la version originale de Scheme des Lambda Papers[2], mais aucune des normes de langage moderne.
- Représente une utilisation très précoce du ramasse-miettes conservateur dans un interpréteur Lisp, une méthode copiée plus tard par SCM et Guile.
- La compilation est implémentée en émettant un prologue de code machine fixe suivi d'une représentation binaire à chargement rapide de l'arbre syntaxique à interpréter.

## Applications
- GIMP avant la version 2.4[1]
- Siag Office – Scheme in a Grid (SIAG) est un tableur utilisant SIOD comme base.